# Birger jarl
För andra betydelser, se Birger jarl (olika betydelser).
Birger jarl (fil) (eller Birger Magnusson (fil)), född omkring 1210 i Bjälbo i Östergötland, död 21 oktober 1266 på Jälbolung var en svensk jarl och storman. Birger jarl är omnämnd första gången 1237 och verkade mellan 1248 och 1266 som en svensk jarl. Först styrde han informellt över Sverige som förmyndare för sin son kung Valdemar (från 1250 tills denne kröntes 1251), sedan ihop med sonen (till sin död 1266). Birger sägs också vara den som grundade Stockholm år 1252.
På grund av de språkliga förändringar som namnet Birghir och ordet jarl undergått finns en mängd former av namnet som Birge jerl och Börje järl i äldre källor, men formen Birger jarl har blivit standard i nysvensk tid.

## Biografi

### Uppväxt och familj

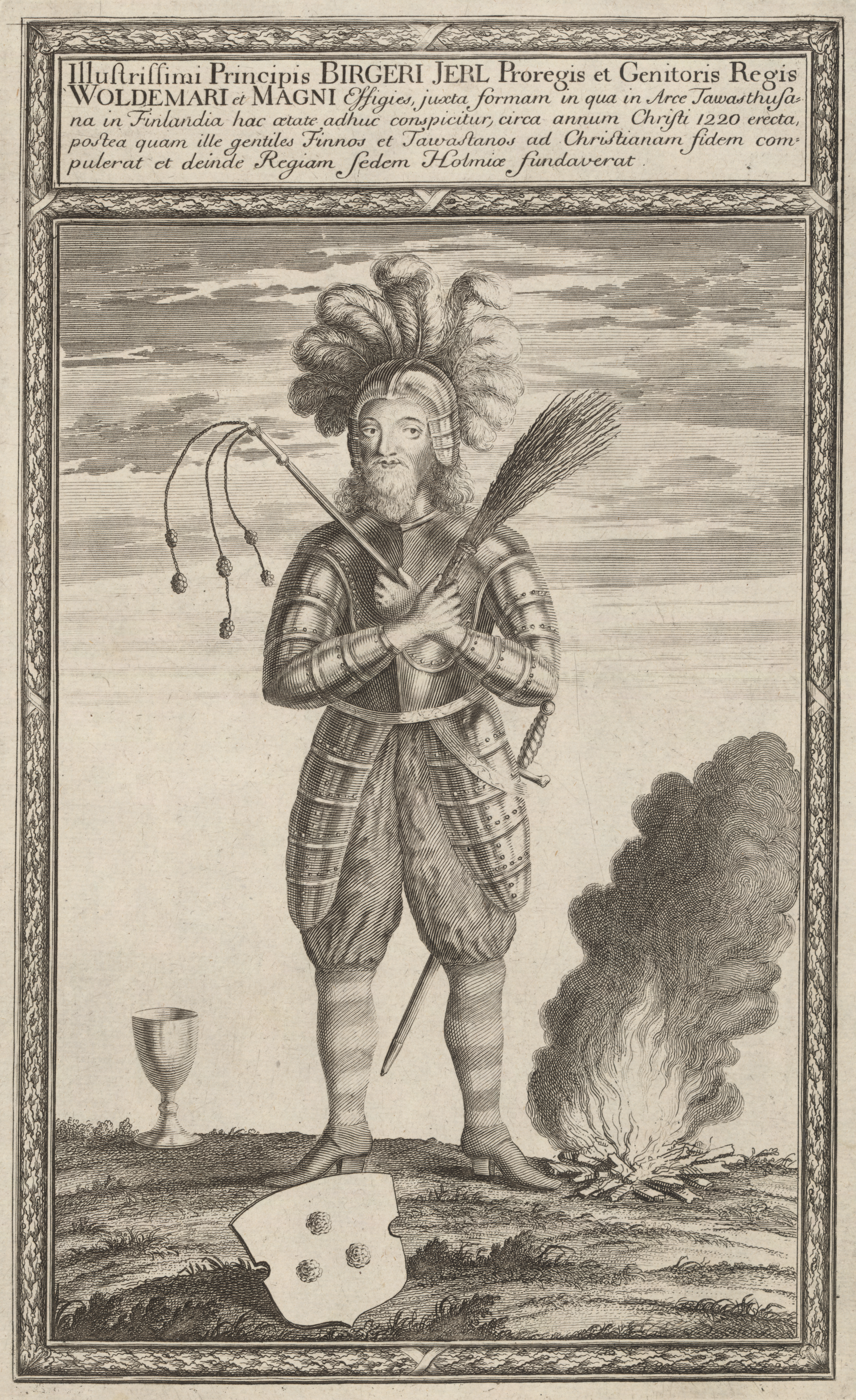
Den store fursten Birger jarl som Erik Dahlbergh föreställde sig honom på 1600-talet.

Birger var son till Magnus Minnesköld och Ingrid Ylva. Enligt en uppgift hos Olaus Petri var Ingrid Ylvas far kungasonen Sune Sik. Det har debatterats länge huruvida en sådan person har existerat. Birger jarl föddes förmodligen i en ännu outgrävd gård inte långt ifrån Bjälbo kyrka. Då fadern dog runt 1210 växte Birger upp med sin ensamstående mor och äldre bröder.
Fadern Magnus Minnisköld uppges ha avlidit antingen 1208 eller 1210. Vid undersökningar i början av 2000-talet, av vad som sannolikt är Birger Magnussons kvarlevor i Varnhems kyrka, konstaterades att han vid sin död 1266 var 50 till 55 år gammal. Tillsammans leder dessa uppgifter till slutsatsen att Birger Magnusson bör ha fötts någon gång omkring 1210.
Birger Magnusson gifte sig omkring 1235–1237, i alla fall före 1241, med Ingeborg, syster till svenske kungen Erik, den siste regenten av sin ätt. De fick flera barn och två av sönerna blev kungar: Valdemar, för vilken Birger jarl blev förmyndare 1250, samt Magnus Ladulås, som blev kung då han avsatte Valdemar 1275.
Ett av Birgers första kända offentliga uppdrag var att medla i en småländsk konflikt mellan cisterciensmunkarna i Nydala kloster och bönderna i Östbo härad 1238. Han ledde även det så kallade andra korståget mot tavasterna i Finland år 1238 eller 1239. Den 15 juli 1240 utkämpades slaget vid Neva mot ryska trupper under prins Alexander av Novgorod (född 1220), som på grund av floden Neva fick namnet Alexander Nevskij.
Ett annat diplomatliknande uppdrag var när han 1241 var kung Eriks representant hos kung Håkon av Norge.

### Birger Magnusson blir jarl
Birger Magnussons företrädare på jarlämbetet var hans kusin Ulf Fase. Denne hade möjligen blivit jarl redan 1220, under Johan Sverkerssons regeringstid. Johan Sverkersson avled dock redan 1222 på Visingsö och med honom utslocknade den sverkerska ätten. Som enda möjliga kungakandidat utsågs den endast sexårige Erik Eriksson, från den erikska ätten, till kung. Under hans förmyndartid styrdes riket emellertid av ett riksråd bestående av stormän och biskopar. En av medlemmarna i rådet var Knut Holmgersson (Knut långe), som i slaget vid Olustra 1229 avsatte den nu 13-årige kungen och själv intog tronen. Knut Holmgersson tillhörde de så kallade folkungarna (inte detsamma som folkungaätten, vilken idag kallas Bjälboätten för att undvika missförstånd), en konservativ gruppering av stormän som motsatte sig centralisering av riket.
Efter Knut Holmgerssons död 1234 återkom kung Erik, men den verkliga makten låg hos jarlen och folkungen Ulf Fase, som lär ha varit en anhängare till Knut Holmgersson, och alltså i opposition mot kung Erik. Någon gång under åren 1247 och 1248 försvann dock Ulf Fase från scenen, sannolikt undanträngd av en allt mäktigare Birger Magnusson. Ulf Fase uppges ha ställt sig på tronpretendenten Holmger Knutssons och folkungarnas sida i slaget vid Sparrsätra 1247 och förlorat mot kung Eriks och Birger Magnussons trupper. Det är troligt att Ulf Fase antingen dog i slaget eller att han avrättades på order av kungen och Birger Magnusson, som därefter övertog jarlämbetet. Fram till sin död 1266 var nu Birger jarl Sveriges egentlige styresman.

### Tiden som jarl
I februari 1248 hölls det så kallade Skänninge möte där riktlinjerna för rikets relation till den katolska kyrkan drogs upp. Med på mötet med den utsände kardinalbiskopen Vilhelm av Sabina var förutom Birger jarl: ärkebiskop Jarler, rikets fem övriga biskopar, klosterledare, präster samt lagmannen i Östergötland och ett antal stormän.
Medan Birger jarl befann sig på korståg i det inre av Finland och bland annat grundade Tavastehus slott, avled 1250 kung Erik den läspe och halte och med honom utslocknade den erikska ätten. Birger jarls son Valdemar valdes då, endast cirka tio år gammal, till kung. På sin mors sida härstammade Valdemar från den erikska ätten. Kungavalet skedde innan Birger jarl hunnit hem från Finland.
I slaget vid Herrevadsbro 1251 besegrade Birger jarl en grupp upproriska stormän (folkungar), däribland Knut Magnusson (Bjälboätten), Filip Knutsson och Filip Larsson. Efter Ingeborgs död 1254 gifte Birger 1261 om sig med den danske kungen Abels änkedrottning Mechtild av Holstein. Sommaren 1266 träffade han tillsammans med sina söner en påvlig delegat i Kalmar.
Enligt Erikskrönikan grundade Birger staden Stockholm (omkring 1252). Birger jarl räknas som stamfar till Bjälboättens kungliga gren. Han var den siste i Sverige som använde titeln jarl men hade inget känt tillnamn. Jarl var alltså inget tillnamn eller efternamn utan en titel. Han var den sista svenske regenten som blev omdiktad av en isländsk skald, enligt det från vikingatiden traditionella mönstret; nämligen av Sturla Thordarson, Snorre Sturlassons brorson.
I Rigas stadsarkiv hittades Magnus Ladulås sigill, vilket han ärvt från sin far Birger Magnusson, där Birger Magnusson kallar sig Birgerus secundus.

#### Handelspolitik
Birger satsade särskilt på att öka Sveriges inkomster genom att främja handeln. Han ingick avtal med Lübeck och Hamburg, de mest framstående handelsstäderna i Tyskland vid Östersjön och Nordsjön, så att deras köpmän kunde komma till Sverige för att köpa och sälja utan att betala tull och skatt. Dessutom tilläts tyskar att bosätta sig i Sverige och leva som svenska medborgare. Birgers ambition var att dra in kapital i landet och ge svenska folket möjlighet att lära av skickliga handelsmän hur handeln skulle bedrivas. Som en följd av detta invandrade många tyskar, och det dröjde inte länge innan de rikaste och mäktigaste borgarna i Sveriges större städer var tyskar.

#### Som lagstiftare
Under Birger jarls styre infördes de så kallade fridslagarna som reglerade hemfriden, kyrkofriden, tingsfriden och kvinnofriden i hela landet. De tre förstnämnda förbjöd attacker mot någon i dennes hem, likaså när denne befann sig i kyrkan, på tinget eller på väg till och från dessa platser. Genom dessa lagar begränsades konsekvenserna av den uråldriga hedniska seden med blodshämnd. Genom lagen om kvinnofrid tog Birger bland annat itu med de män som överföll kvinnor och tvingade dem till äktenskap med våld. Tidigare hände det att avvisade friare med kumpaner låg i bakhåll för bröllopståg och kidnappade bruden.
Birger gav också kvinnor fler rättigheter genom en ny arvslag. Tidigare hade en kvinna bara rätt att ärva sina föräldrar om det inte fanns någon manlig arvinge. Annars gällde lagbudet: "Gånge hatt till och huva ifrån", vilket betydde att männen ärvde allt. Det ansågs dock vara deras plikt att försörja ogifta systrar. Nu stadgade Birger att en syster skulle ärva hälften så mycket av arvet jämfört med en bror. Detta gjorde att kvinnan kunde känna sig mer oberoende. Hädanefter hette det: "Först är son och så dotter faders arvinge, son till två lotter och dotter till en lott. Evar som broder ärver, då ärver ock syster". Detta var svensk lag ända till 1845, då alla kvinnor fick lika arvsrätt med sina bröder.
Genom att förbjuda järnbörd visade Birger jarl också sitt motstånd mot grymma och osäkra metoder för att fastställa skuld eller oskuld.

### Birger jarl avlider och begravs
Birger avled den 21 oktober 1266 på Jälbolung som är en oidentifierad plats. Han begravdes i klosterkyrkan i Varnhem. På hans gravsten finns bilder av jarlen själv, hans andra maka, Mechtild och sonen Erik. Birgers och Mechtilds gravar öppnades i maj 2002. Osteologiska data liksom en DNA-analys av kvarlevorna har därefter bekräftat att graven verkligen är Birger jarls grav. En konsolsten i kyrkan i form av ett huvud har av konstvetenskapsprofessorn Jan Svanberg identifierats som föreställande Birger jarl.
När Stockholms stadshus byggdes var det tänkt att Birger jarls kvarlevor skulle flyttas till en sarkofag vid tornets fot men Varnhems kyrkofullmäktige sade nej, och graven i Stockholm förblev tom.

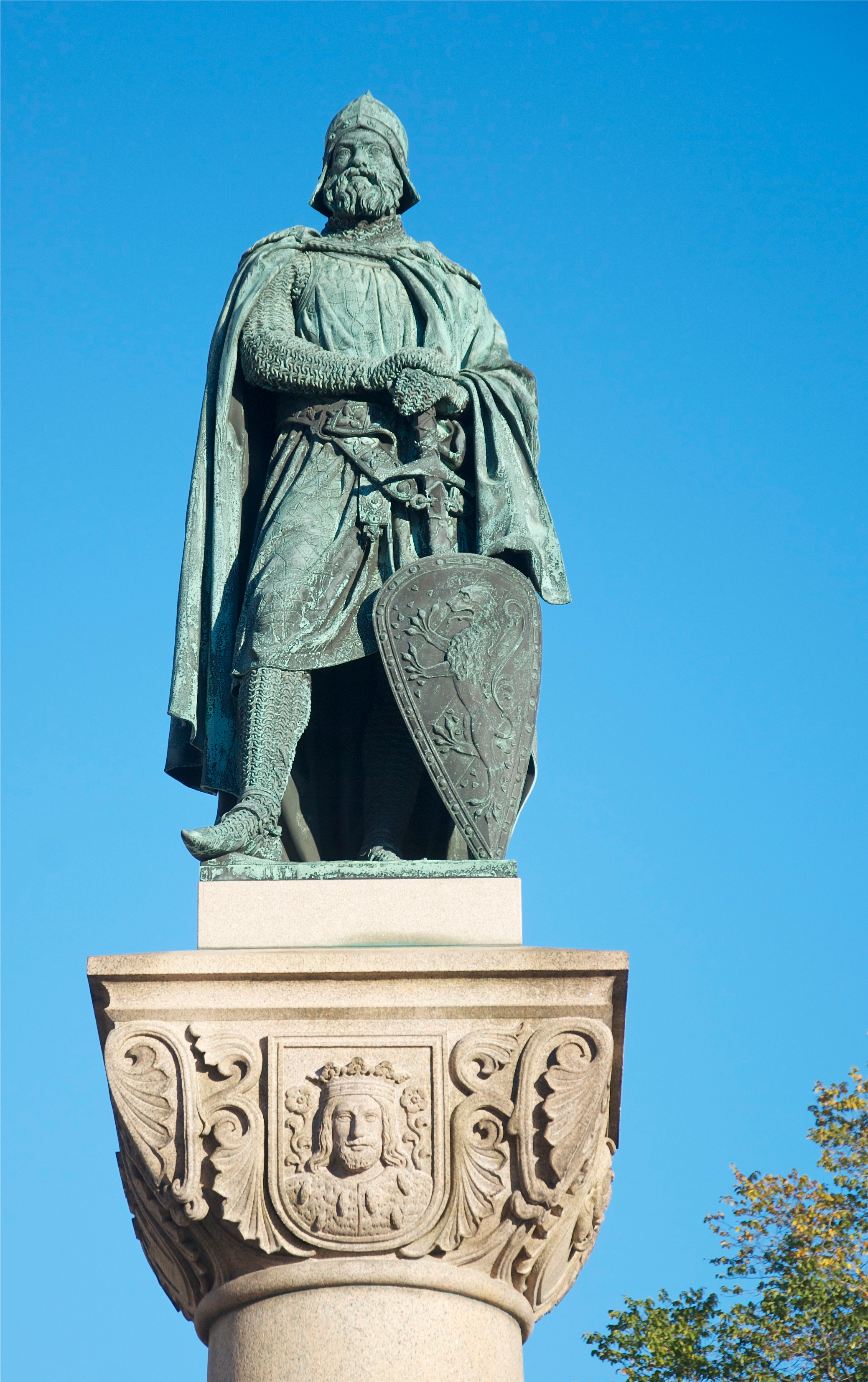
Birger jarls staty på Riddarholmen ger en sentida fantasibild av honom.

## Giftermål och barn
Utomäktenskapliga barn:
1. Gregers, Birgers äldste och illegitime son med en okänd kvinna. Gregers är stamfader till den gren av ätten som först kom att kallas för Folkungaättens oäkta gren och i modern tid för Bjälboättens oäkta gren, för att undvika missförståndet kring Birger jarls fiender, Folkungarna.

Barn med Ingeborg Eriksdotter:
1. Rikissa (omkring 1238–1288), gift 
  1. 1251 med kung Håkon den unge av Norge (1232–1257)
  2. 1262 med furst Henrik I av Werle
2. Valdemar (omkring 1239–1302), svensk kung 1250–1275, gift 1260 med Sofia Eriksdotter av Danmark, fadern kallades Birger av Sverige när han var förmyndare för Valdemar
3. Magnus (omkring 1240–1290), svensk kung 1275–1290, gift 1276 med Helvig av Holstein.
4. Kristina, (Kristina av Sverige) gift med Sigge Guttormsson. (hennes dotter Elena var gift med Ulf Holmgersson (Ama), dottern Margareta Kristinadotter var gift med Leonard Ödesson (Örnfot))
5. Katarina (omkring 1245–1289), gift med furst Siegfried I av Anhalt-Zerbst.
6. Erik (omkring 1250–1275).
7. Ingeborg (omkring 1253–1302), gift med hertig Johan I av Sachsen-Lauenburg.
8. Bengt (1254–1291), biskop av Linköping och hertig av Finland.

Barn med Mechtild av Holstein?
- Christine Birgersdotter  (omdiskuterat)